# Mateus de Medina
Mateus de Medina, O. Carm. (? - Goa, 29 de julho de 1593), foi um prelado português.

## Biografia
Bispo de Cochim, foi transferido para Goa em 1588, como arcebispo, e demitiu-se em 1592.
Em 1591, D. Frei Mateus de Medina, como arcebispo de Goa primaz do Oriente deu a capela "Nossa Senhora do Cabo" aos franciscanos, sob a insistência do vice-rei D. Matias de Albuquerque (1591-97), que era também grande amigo dos freires.
Esta capela vinha dum projeto que houve durante o Governo de D. Estêvão da Gama (1540 - 1542): tentou-se erigir uma fortaleza para controlar a entrada das naus nos rios Mandovi e Zuari. Cerca de 1541, foi então erigida aí a capela chamada "Nossa Senhora do Cabo", em concordância com os planos do Vigário Geral Frei Miguel Vaz de construir uma série de capelas nas fronteiras da Ilha de Tiswadi.
D. Frei Mateus estipulou que devia pertencer unicamente aos Franciscanos, mas no caso em que a abandonassem, a capela devia tornar a arquidiocese. A confraria, cuja primeira pedra foi posta em 5 de Fevereiro de 1594, foi benzida e inaugurada no 14 de Julho. Hoje é o "Raj Bhavan", Palácio do Governo, de Goa.